# Ahmed Al-Kaf
Ahmed Abu Bakar Said Al-Kaf (sinh năm 1983) là một trọng tài bóng đá Oman. Ông là trọng tài FIFA từ năm 2010. Ông được phân công cầm còi một số trận ở giải bóng đá vô địch câu lạc bộ châu Á.